# Erichtho

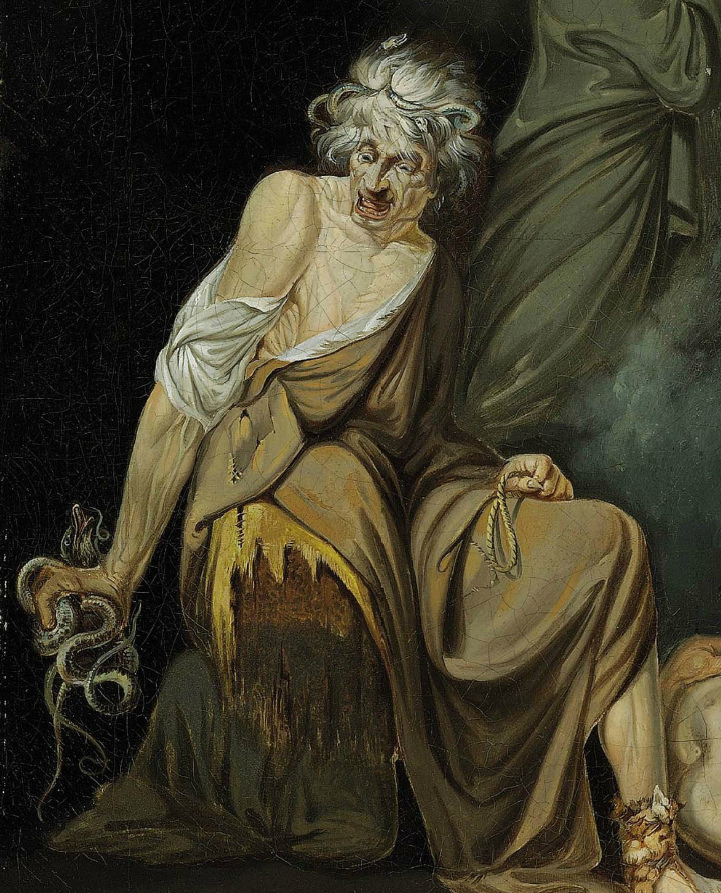
John Hamilton Mortimer – Erichtho (Bildausschnitt)

Erichtho (altgriechisch Ἐριχθώ) ist eine thessalische Hexe der römischen antiken Literatur.